# 大嶺美香
大嶺 美香（おおみね みか、1977年1月29日 - ）は、日本の女優、ボーカリスト。神奈川県出身。
以前はトライストーン・エンタテイメントに所属、現在は株式会社ビジュアルコミュニケーションズ内の映像コンテンツ制作チーム「ex-change」から独立した担当者が引き続きマネージメントに当たっている。
主に映画を中心に活動しており、『私立探偵 濱マイク』シリーズでは映画版3作全てで主人公の妹「茜」役を演じた。近年は主に自主制作作品やネット配信作品に出演する傍ら、「アンカライズ」というアーティストネームでボーカリスト(アコースティックギター弾き語り)としても活動している。以前はシクスシクス(sixsix)というユニットで活動していた。Ag. Vo.担当。2021年08月9日、入籍したことを発表。

## 出演作品

### 映画
- 二十世紀少年読本（1989年）
- 『私立探偵 濱マイク』シリーズ - 茜 役
  - 我が人生最悪の時（1993年）
  - 遥かな時代の階段を（1994年）
  - 罠 THE TRAP（1996年）
- 湘南爆走族・帰ってきた伝説の5人（1997年）- 三好民子 役

### ビデオ映画
- 『アジアンビート』シリーズ
  - アイ・ラブ・ニッポン
  - シンガポール篇「ラブ・フロム・テマセク」
  - タイ篇「パウダー・ロード」（ここまで1991年）
  - マレーシア篇「サンライズ・イン・カンポン」
  - 台湾篇「シャドー・オブ・ノクターン」（ここまで1993年）

### 舞台
- 壜の中のラブソング」演出　鹿野浩明（2013年）

### テレビドラマ
- 土曜ワイド劇場「そして誰もいなくなる」（1994年）
- NHKドラマ新銀河「名古屋お金物語」（1995年）- 森谷雪子 役
- ビーファイターカブト 第5話「大逆転去りゆく君へ」（1996年、テレビ朝日 / 東映）- 遠藤アツコ 役

### CM
- 電源開発（1994年）